# コーヒー&バニラ
『コーヒー＆バニラ』は、朱神宝による日本の漫画作品。『Cheese!』（小学館）にて、2015年6月号より2024年3月号まで連載。
2023年5月時点で累計発行部数は1000万部を突破している。また2018年度のLINEマンガ年間売上げランキングでは第1位となった。
2019年7月5日より、毎日放送（MBS）「ドラマ特区」にて福原遥主演でテレビドラマ化され、第1話放送直後には「#コヒバニ」がTwitterのトレンド入りを果たし、「TVer」での見逃し配信の再生数が累計で100万再生を突破するなど、ローカルドラマながら大きな反響を呼んだ。

## 登場人物
声はドラマCDとボイスコミックの担当声優。
白城 リサ（しらぎ リサ）
声 - 巽悠衣子
主人公の大学生。20歳。九州出身。大学内では「リサ様」と呼ばれているが、実際は純粋な性格。
深見 宏斗（ふかみ ひろと）
声 - 興津和幸
FUKAMIホールディングスの社長。32歳。
吉木 翼（よしき つばさ）
リサの大学での同級生。
阿久津 孝晃（あくつ たかあき）
阿久津コーポレーション社長。
芦屋 なつき（あしや なつき）
リサの故郷での同級生。
市柳 雪（いちやなぎ ゆき）
FUKAMIホールディングス秘書。
松嶋（まつしま）
リサの故郷での同級生。リサの初恋の人。
北嶋 茜（きたじま あかね）
深見の母親。名前は公式ファンブックが初出。
深見 悠斗（ふかみ ゆうと）
深見のいとこ。
早乙女 唯（さおとめ ゆい）
深見の悪友。デザイナー。

## 書誌情報

### 漫画
- 朱神宝 『コーヒー＆バニラ』 小学館〈Cheese!フラワーコミックス〉、全25巻
  1. 2015年10月26日発売[7]、ISBN 978-4-09-137719-7
  2. 2016年2月26日発売[8]、ISBN 978-4-09-138299-3
  3. 2016年6月24日発売[9]、ISBN 978-4-09-138454-6
  4. 2016年11月10日発売[10]、ISBN 978-4-09-138778-3
  5. 2017年2月24日発売[11]、ISBN 978-4-09-139135-3
  6. 2017年6月26日発売[12]、ISBN 978-4-09-139182-7
  7. 2017年10月26日発売[13]、ISBN 978-4-09-139680-8
  8. 2018年2月26日発売[14]、ISBN 978-4-09-139876-5
  9. 2018年6月26日発売[15]、ISBN 978-4-09-870078-3
  10. 2018年10月26日発売[16]、ISBN 978-4-09-870253-4
  11. 2019年2月26日発売[17]、ISBN 978-4-09-870392-0
  12. 2019年6月26日発売[18]、ISBN 978-4-09-870489-7
  13. 2019年9月26日発売[19]、ISBN 978-4-09-870626-6
  14. 2020年2月26日発売[20]、ISBN 978-4-09-870799-7
  15. 2020年6月26日発売[21]、ISBN 978-4-09-871007-2
  16. 2020年11月26日発売[22]、ISBN 978-4-09-871204-5
    - 『ウエディングポストカードブック付き特装版』 同日発売[23]、ISBN 978-4-09-943075-7

  17. 2021年4月26日発売[24]、ISBN 978-4-09-871253-3
  18. 2021年8月26日発売[25]、ISBN 978-4-09-871413-1
  19. 2022年2月25日発売[26]、ISBN 978-4-09-871575-6
  20. 2022年8月26日発売[27]、ISBN 978-4-09-871715-6
  21. 2022年12月26日発売[28]、ISBN 978-4-09-871846-7
  22. 2023年5月25日発売[3]、ISBN 978-4-09-872139-9
  23. 2023年11月24日発売[29]、ISBN 978-4-09-872443-7
  24. 2024年2月26日発売[30]、ISBN 978-4-09-872545-8
  25. 2025年2月26日発売[31]、ISBN 978-4-09-873013-1
- 朱神宝 『コーヒー＆バニラ black』 小学館〈Cheese!フラワーコミックス〉、既刊3巻（2022年12月26日現在）
  1. 2019年3月26日発売[32]、ISBN 978-4-09-870404-0
  2. 2020年3月26日発売[33]、ISBN 978-4-09-870805-5
  3. 2022年12月26日発売[34]、ISBN 978-4-09-871847-4

### 小説
- 朱神宝（原作・イラスト） / 夏希碧 （著）、小学館 〈フラワーコミックススペシャル〉、既刊2巻（2020年6月26日現在）
  1. 『コーヒー＆バニラ 極甘オトナ・ノベルズ』2018年2月26日発売[35]、ISBN 978-4-09-870042-4
  2. 『コーヒー＆バニラ 極甘オトナ・ノベルズ 最愛プロポーズ編』2020年6月26日発売[36]、ISBN 978-4-09-870809-3

### その他
- 朱神宝 『コーヒー＆バニラ 12.5 公式ファンブック』 小学館
  - 2019年6月26日発売[37]、ISBN 978-4-09870535-1

## ドラマCD
掲載紙のCheese!の付録にて、ドラマCDが製作された。2017年8月号、2018年6月号、2020年8月号、2021年6月号付録。

## ボイスコミック
小学館少女漫画誌公式YouTubeチャンネルのフラワーコミックスチャンネルにて、本編第1話のボイスコミックが2021年4月24日に公開された。

## テレビドラマ
2019年7月5日から9月6日まで毎週金曜（木曜深夜）に、毎日放送（MBS）「ドラマ特区」枠で放送されたテレビドラマである。主演は福原遥。
5杯目では原作者・朱神宝がエキストラとして出演している。

### キャスト
- 白城リサ - 福原遥
- 深見宏斗 - 桜田通[5]
- 阿久津孝晃 - 黒羽麻璃央[5]
- 吉木翼 - 小越勇輝[5]
- 市柳雪 - 濱正悟[5]
- 芦屋なつき - 喜多乃愛[5]
- 北嶋茜 - 床嶋佳子[40]

### スタッフ
- 原作 - 朱神宝『コーヒー＆バニラ』（小学館「Cheese!」連載中）
- 監督 - スミス、椿本慶次郎、戸塚寛人
- 脚本 - 下田悠子、舘そらみ
- 撮影 - 野村昌平
- 照明 - 小林暁
- 録音 - 平直樹
- プロデュース - 櫻井雄一
- プロデューサー - 上浦侑奈、古草昌実
- チーフ・プロデューサー - 丸山博雄、西山剛史
- OPテーマ - GOOD ON THE REEL「YOU＆I」[41]
- EDテーマ - 宮川愛李「メランコリック」 [41]
- 制作 - ソケット
- 製作 - 「コーヒー＆バニラ」製作委員会・MBS

### 放送日程
| 話数   | 放送日  | サブタイトル          | 脚本     | 監督       |
| ------ | ------- | --------------------- | -------- | ---------- |
| 1杯目  | 7月05日 | キス&ナイト           | 下田悠子 | スミス     |
| 2杯目  | 7月12日 | カレッジ&ジェラシー   | 下田悠子 | スミス     |
| 3杯目  | 7月19日 | エネミー&ガーディアン | 舘そらみ | 椿本慶次郎 |
| 4杯目  | 7月26日 | リベンジ&リワード     | 舘そらみ | 椿本慶次郎 |
| 5杯目  | 8月02日 | プレイ&ゲーム         | 下田悠子 | 椿本慶次郎 |
| 6杯目  | 8月09日 | バトル&クライシス     | 下田悠子 | スミス     |
| 7杯目  | 8月16日 | スウィート&ホーム     | 下田悠子 | スミス     |
| 8杯目  | 8月23日 | ホスト&マザー         | 舘そらみ | スミス     |
| 9杯目  | 8月30日 | リスク&デンジャー     | 下田悠子 | 戸塚寛人   |
| 10杯目 | 9月06日 | コーヒー＆バニラ      | 下田悠子 | 戸塚寛人   |

### ネット局
2020年7月現在、『ドラマ特区』枠の番組で最もネット局が多い。
| 放送期間                  | 放送日時                     | 放送局       | 放送対象地域 | 備考   |
| ------------------------- | ---------------------------- | ------------ | ------------ | ------ |
| 2019年07月04日 - 09月05日 | 木曜 23:00 - 23:30           | テレビ神奈川 | 神奈川県     | 独立局 |
| 2019年07月05日 - 09月06日 | 金曜 0:59 - 1:29（木曜深夜） | 毎日放送     | 近畿広域圏   | 製作局 |
| 2019年07月06日 - 09月07日 | 土曜 0:00 - 0:30（金曜深夜） | 千葉テレビ   | 千葉県       | 独立局 |
| 2019年07月10日 - 09月11日 | 水曜 13:55 - 14:25           | 大分放送     | 大分県       |        |
| 2019年07月10日 - 09月11日 | 水曜 23:30 - 翌0:00          | テレビ埼玉   | 埼玉県       | 独立局 |
| 2019年08月08日 - 10月10日 | 木曜 1:25 - 1:55（水曜深夜） | 中国放送     | 広島県       |        |
| 2019年09月04日 - 09月19日 | 月曜 - 木曜 16:20 - 16:50    | テレビ高知   | 高知県       |        |

| 毎日放送 ドラマ特区                     | 毎日放送 ドラマ特区 | 毎日放送 ドラマ特区  |
| 前番組                                  | 番組名              | 次番組               |
| --------------------------------------- | ------------------- | -------------------- |
| カカフカカ -こじらせ大人のシェアハウス- | コーヒー＆バニラ    | カフカの東京絶望日記 |